# Focaccia
A focaccia  egy lisztből, vízből, élesztőből készült kenyérféle.
Számos fajtája ismert, amelyeket az ízesítés és az elkészítés módja különböztet meg egymástól.

## A legismertebb  olasz focaccia-fajták
- Focaccia genovese: egyfajta lapos kenyér, amelyet olívaolajjal és sóval ízesítenek.
- Hagymás focaccia (focaccia con le cipolle): Genovából és a Ligúr-tenger mellékéről
- Focaccia di Recco: két réteg tészta között egy adag vegyes sajt
- Focaccia barese: Bariból, jellegzetes pugliai étel, paradicsommal és olívabogyóval.
- Focaccia szőlővel (focaccia con l'uva)
- Édes focaccia (focaccia dolce)
- Focaccia veneta, tipikus húsvéti édestészta
- Vastedda, szicíliai focaccia, különböző ízesítéssel
- Focaccia di Susa, egyfajta focaccia Piemonte tartományból
- Focaccia novese, hasonló a genovai focacciához
- Crescia,
- Cuddura,
- Strazzata

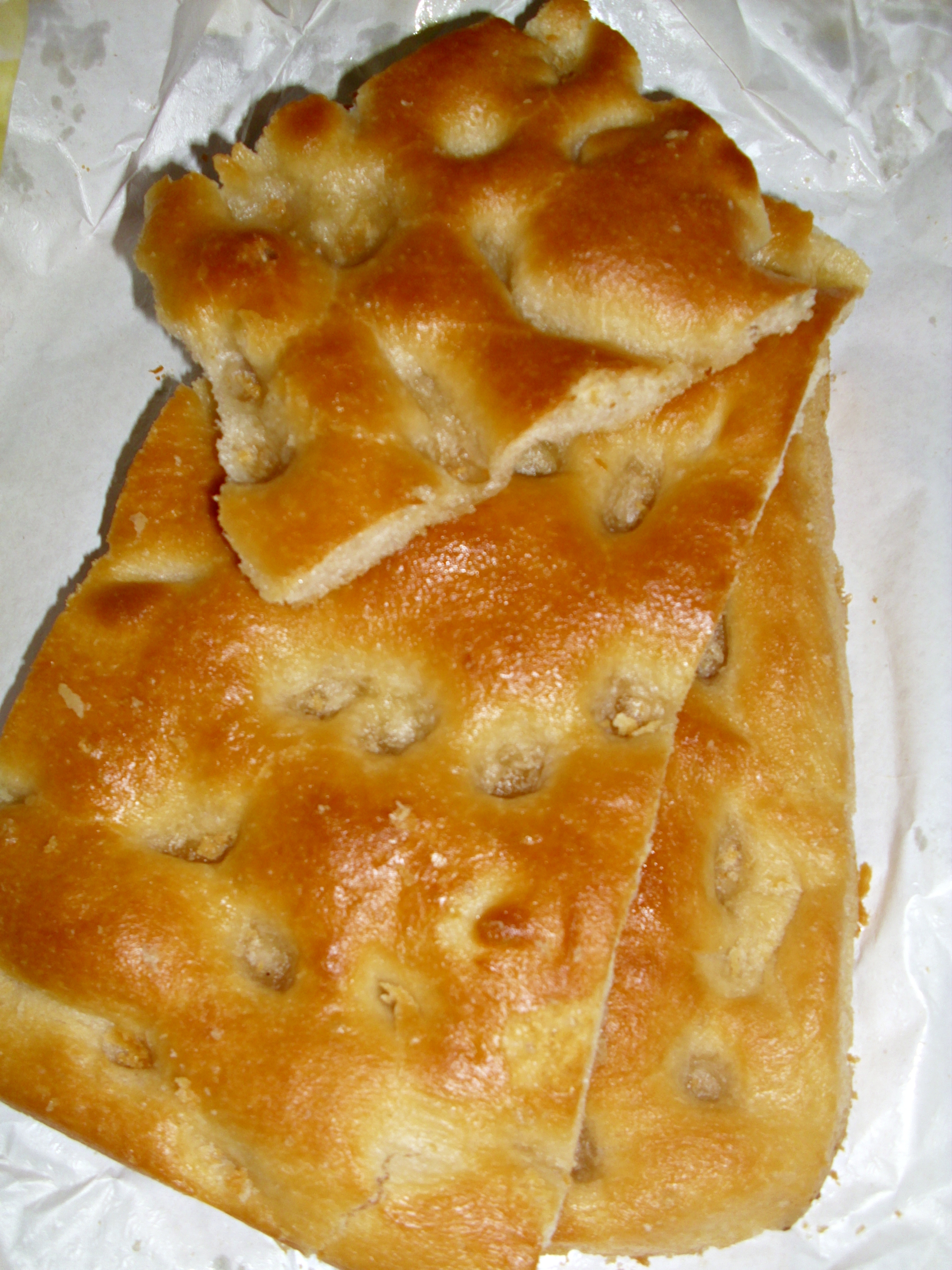
Focaccia genovese
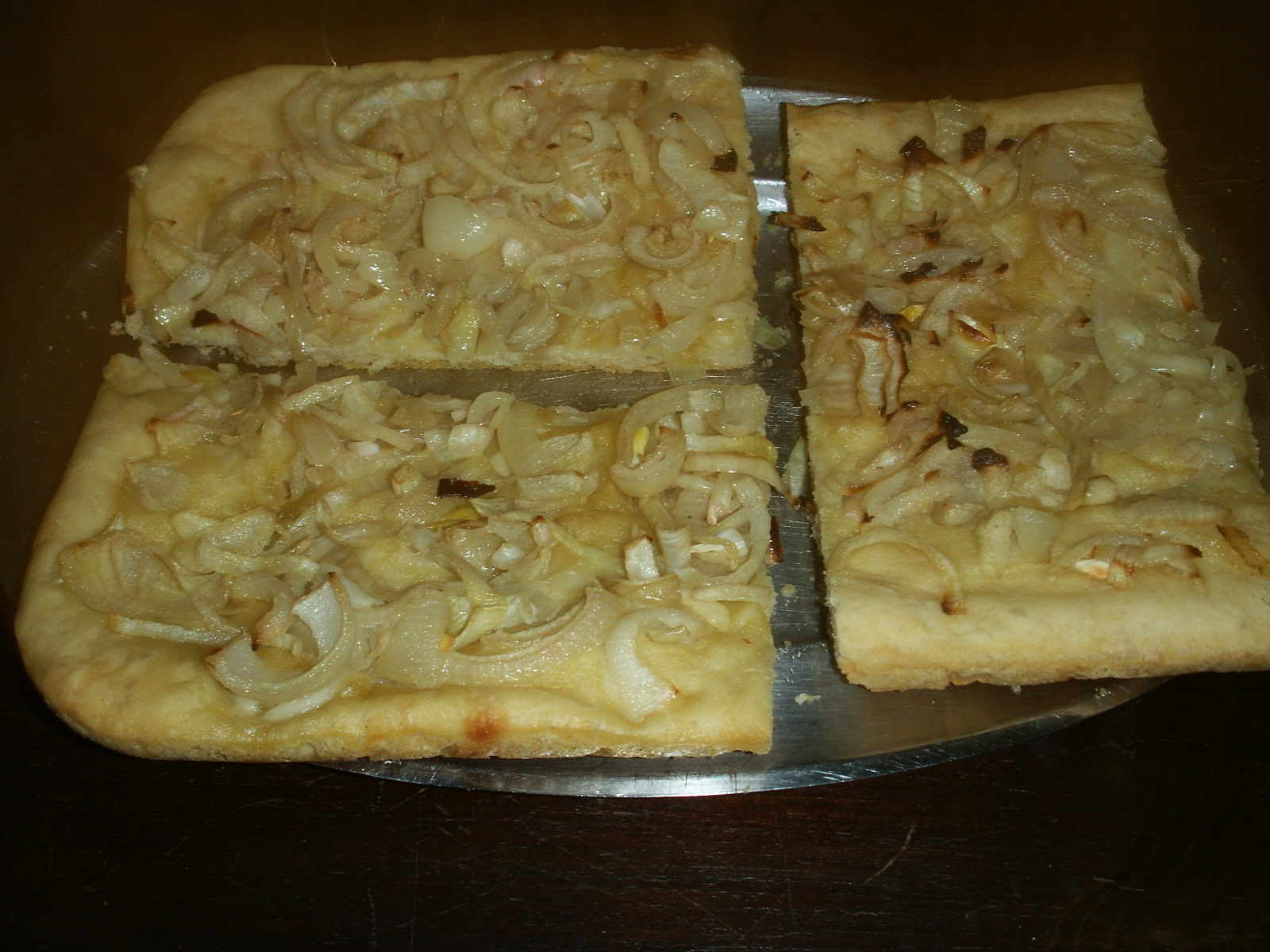
Hagymás focaccia
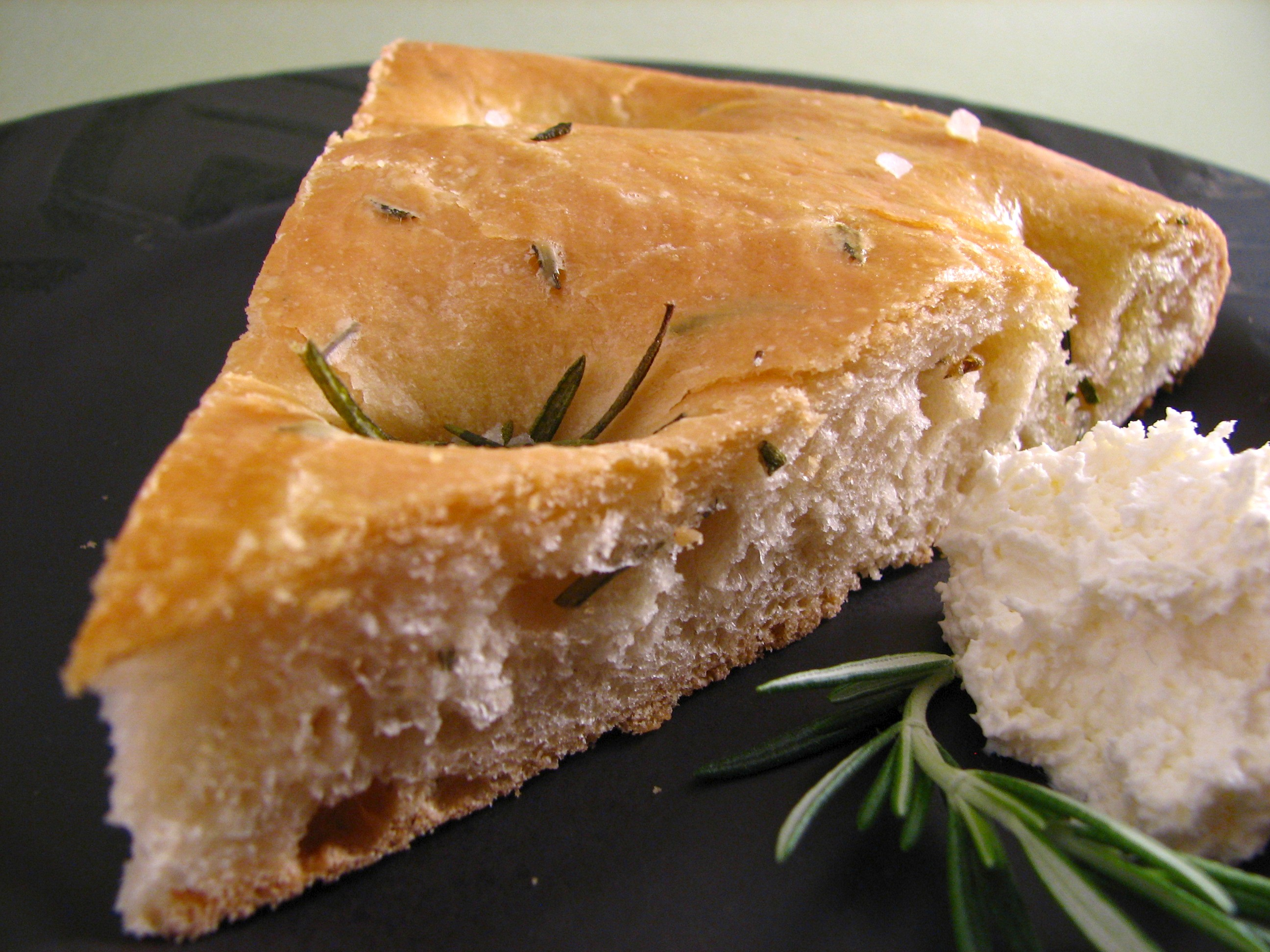
Rozmaringos focaccia
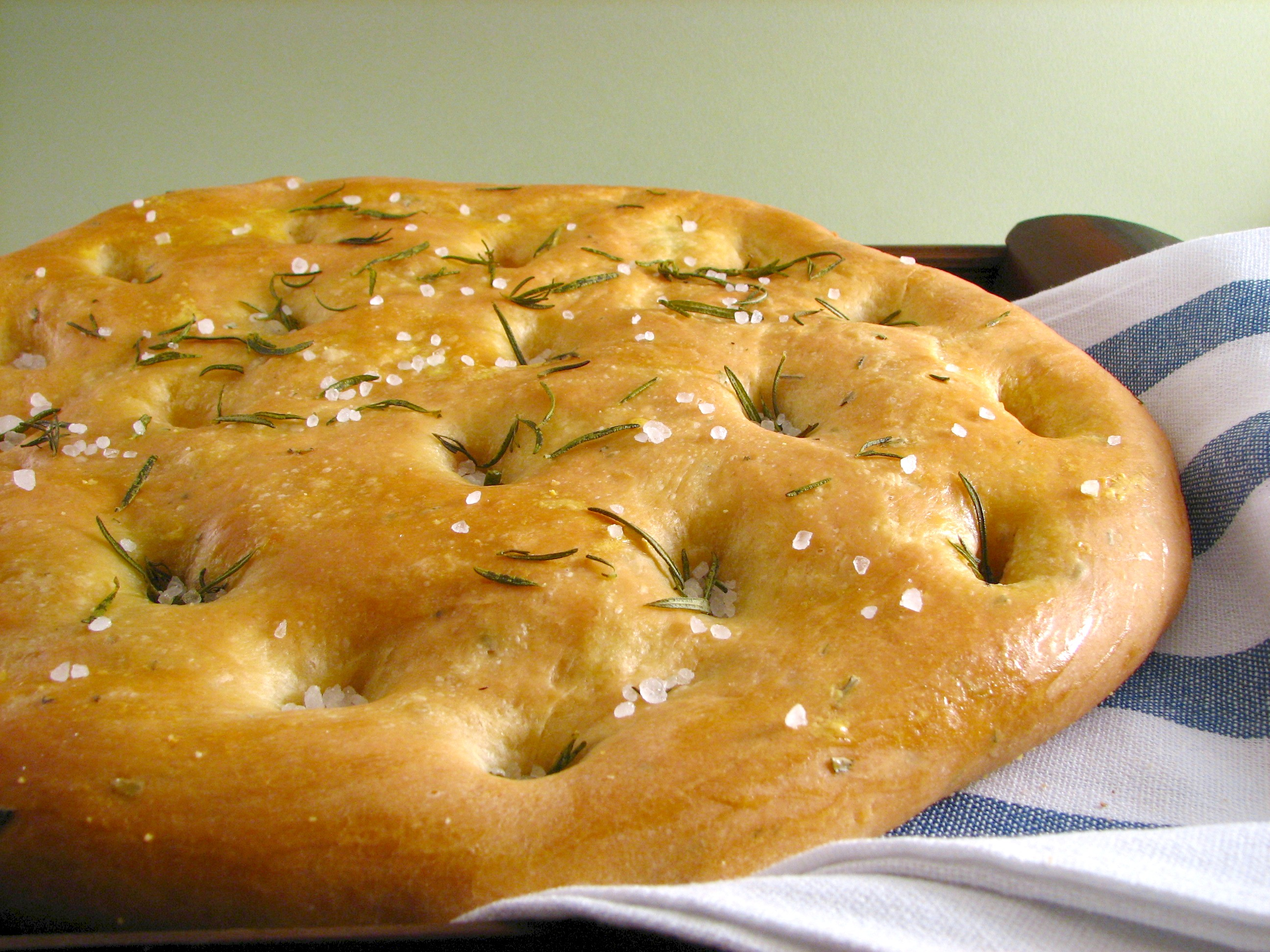
Rozmarinngal és sóval
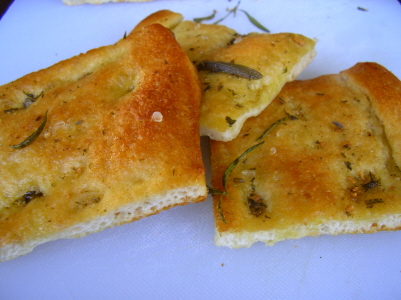
Focaccia sottile al rosmarino
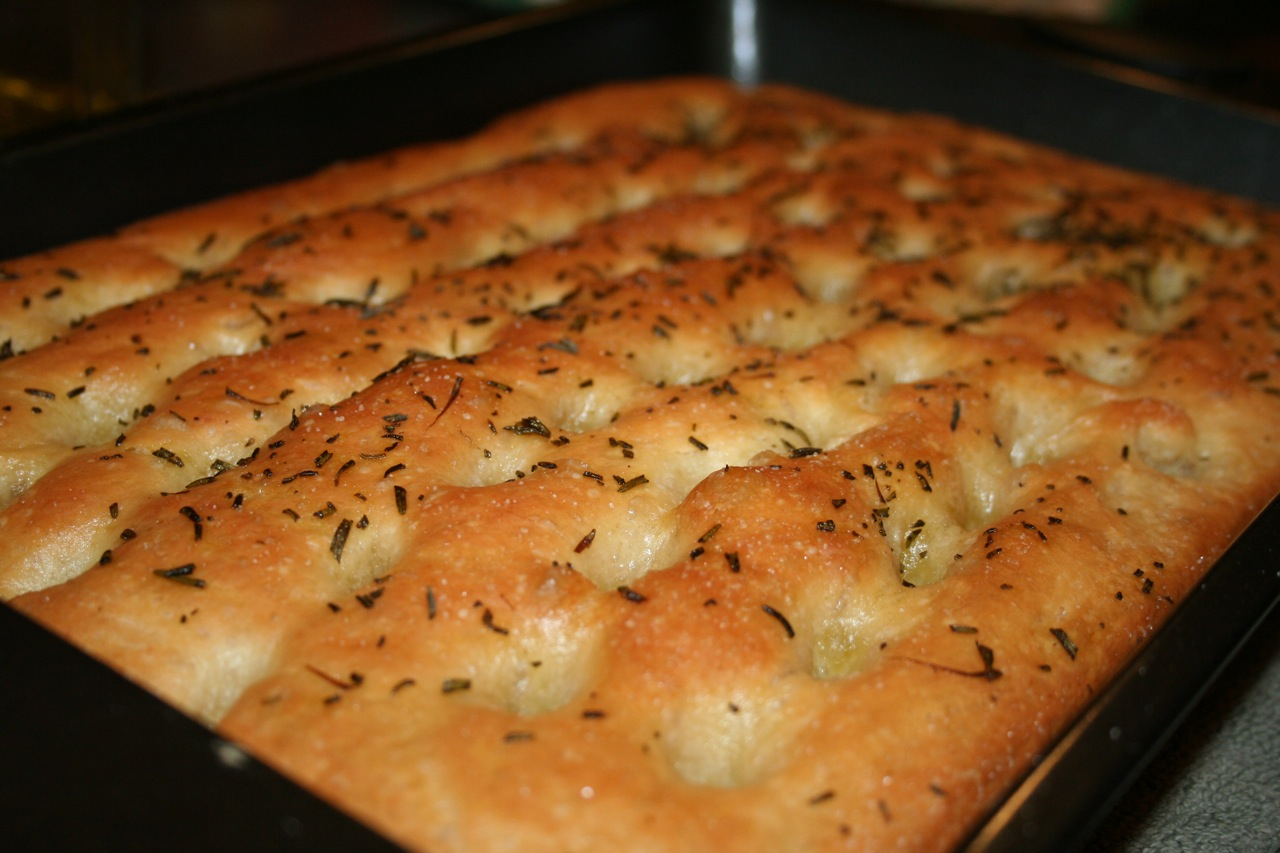
Rozmaringgal
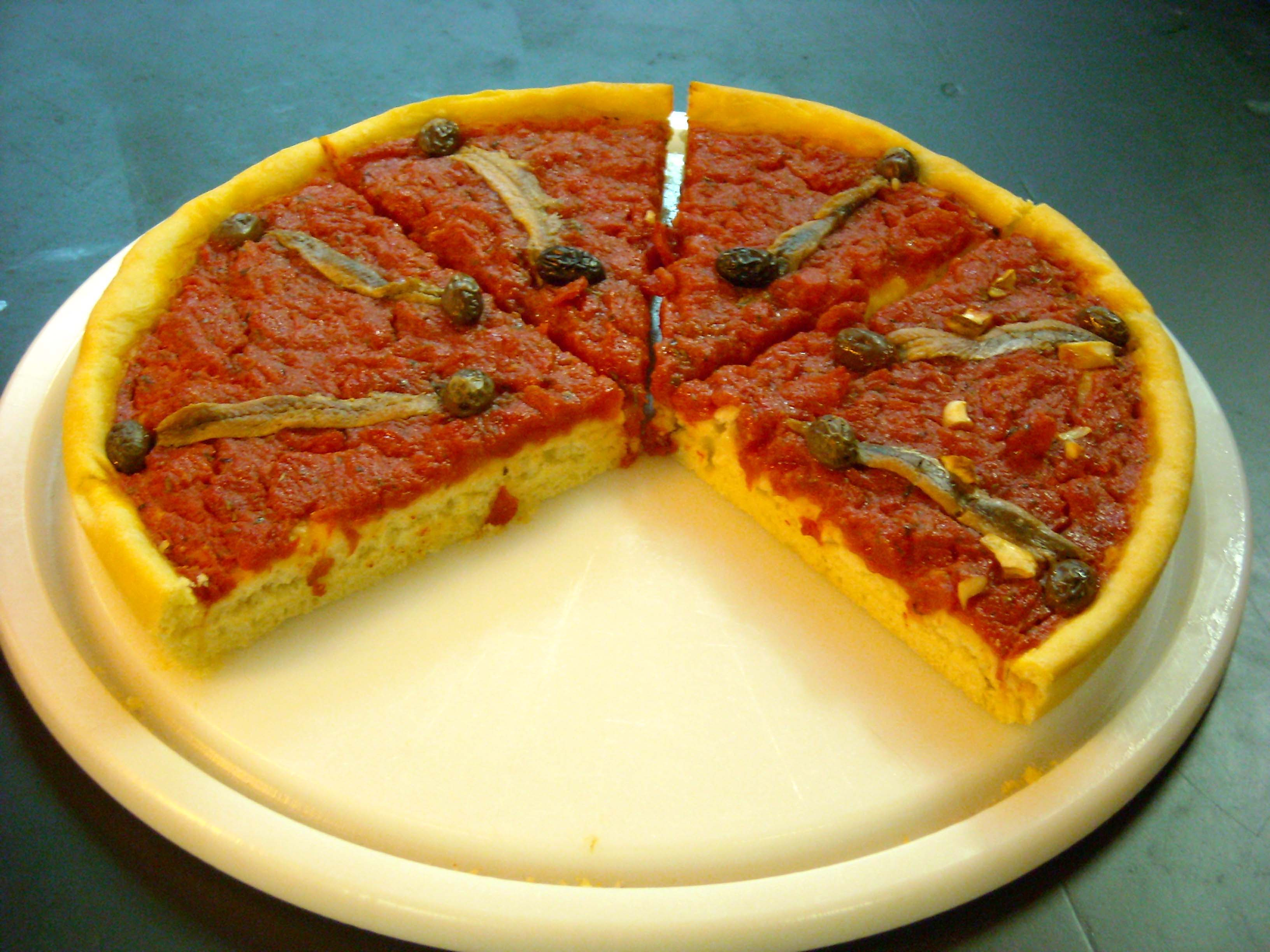
Piscialandrea di Imperia
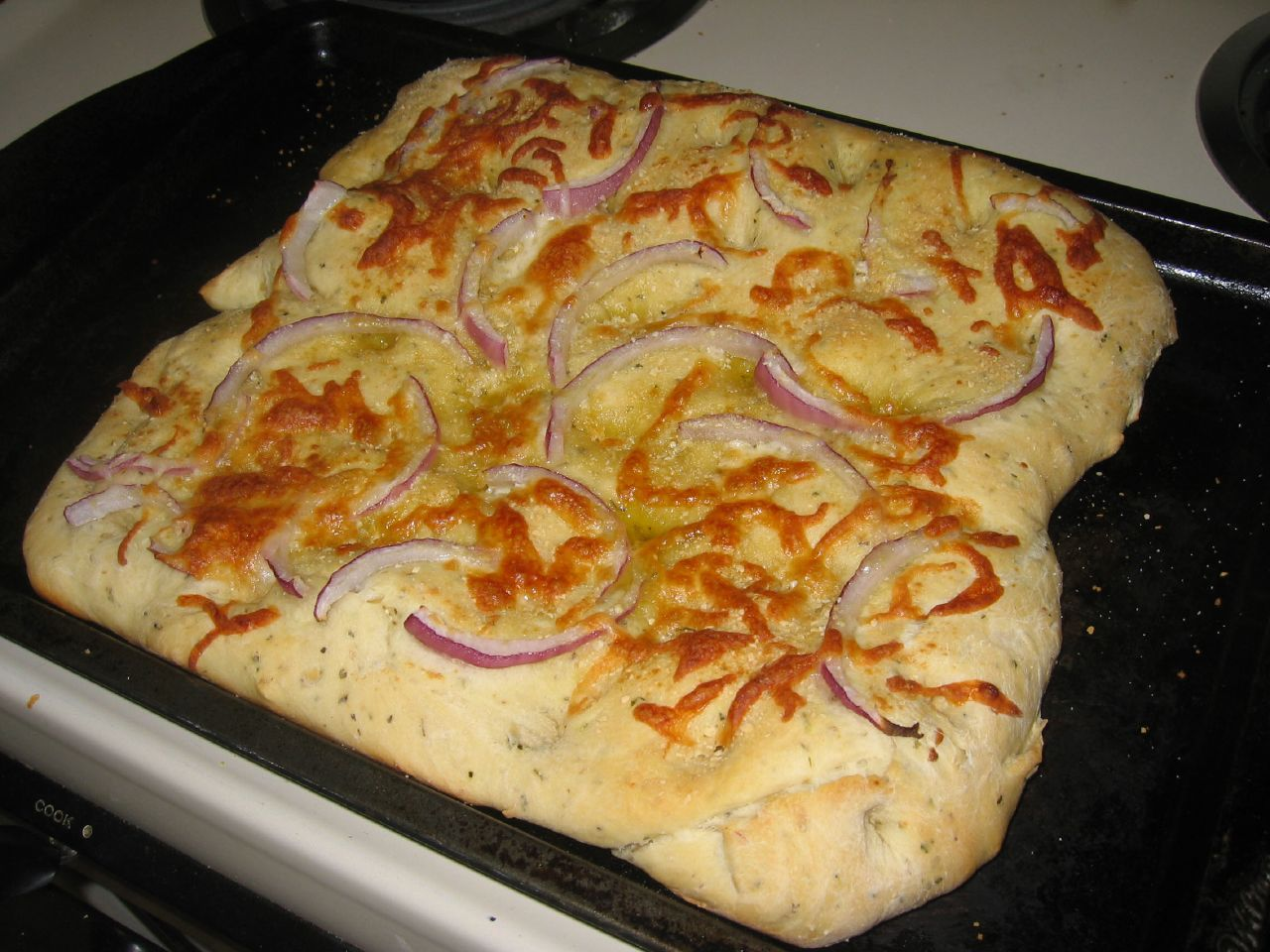
Hagymával és sajttal
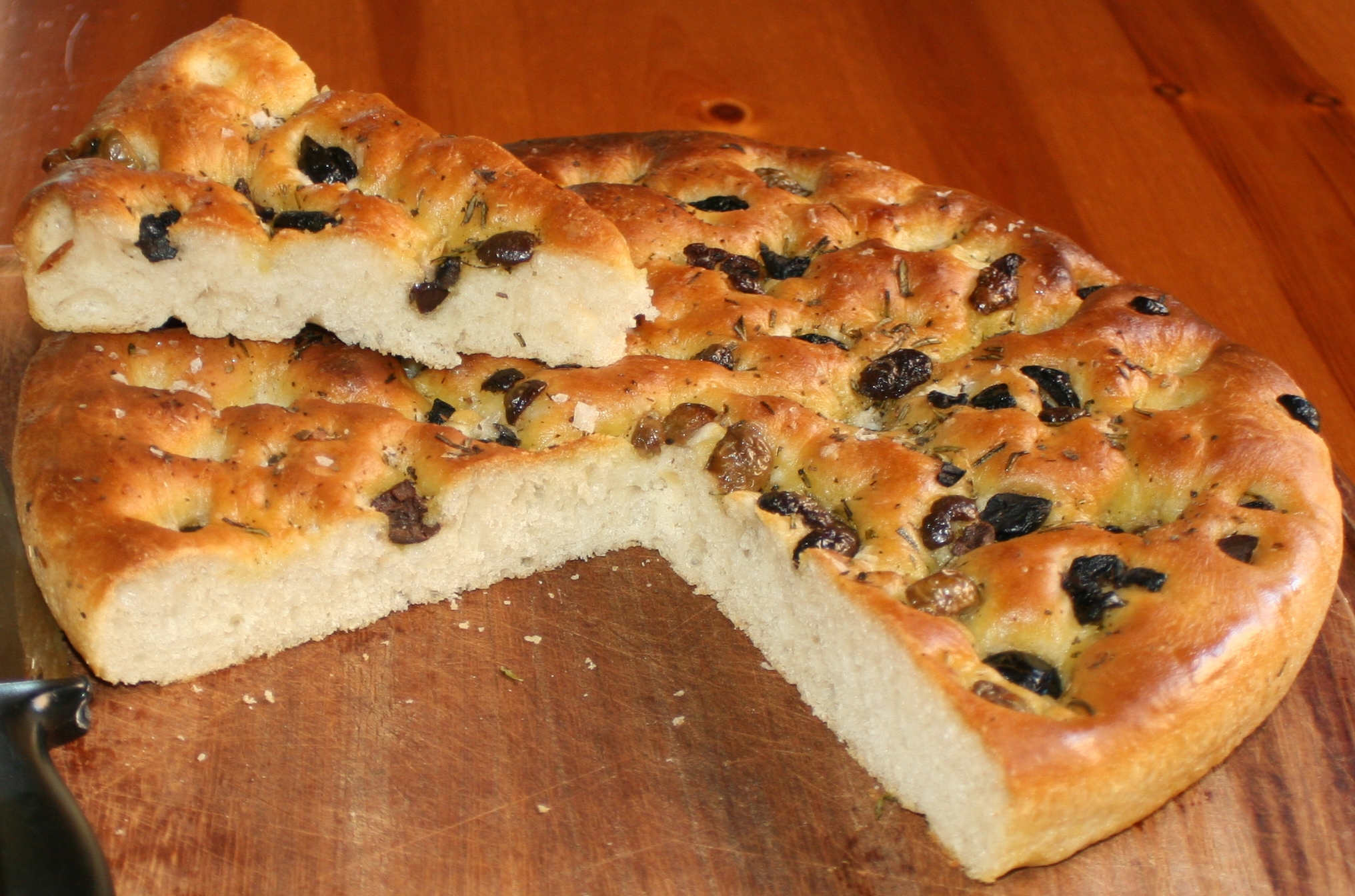
Fűszerekkel és fekete olajbogyóval
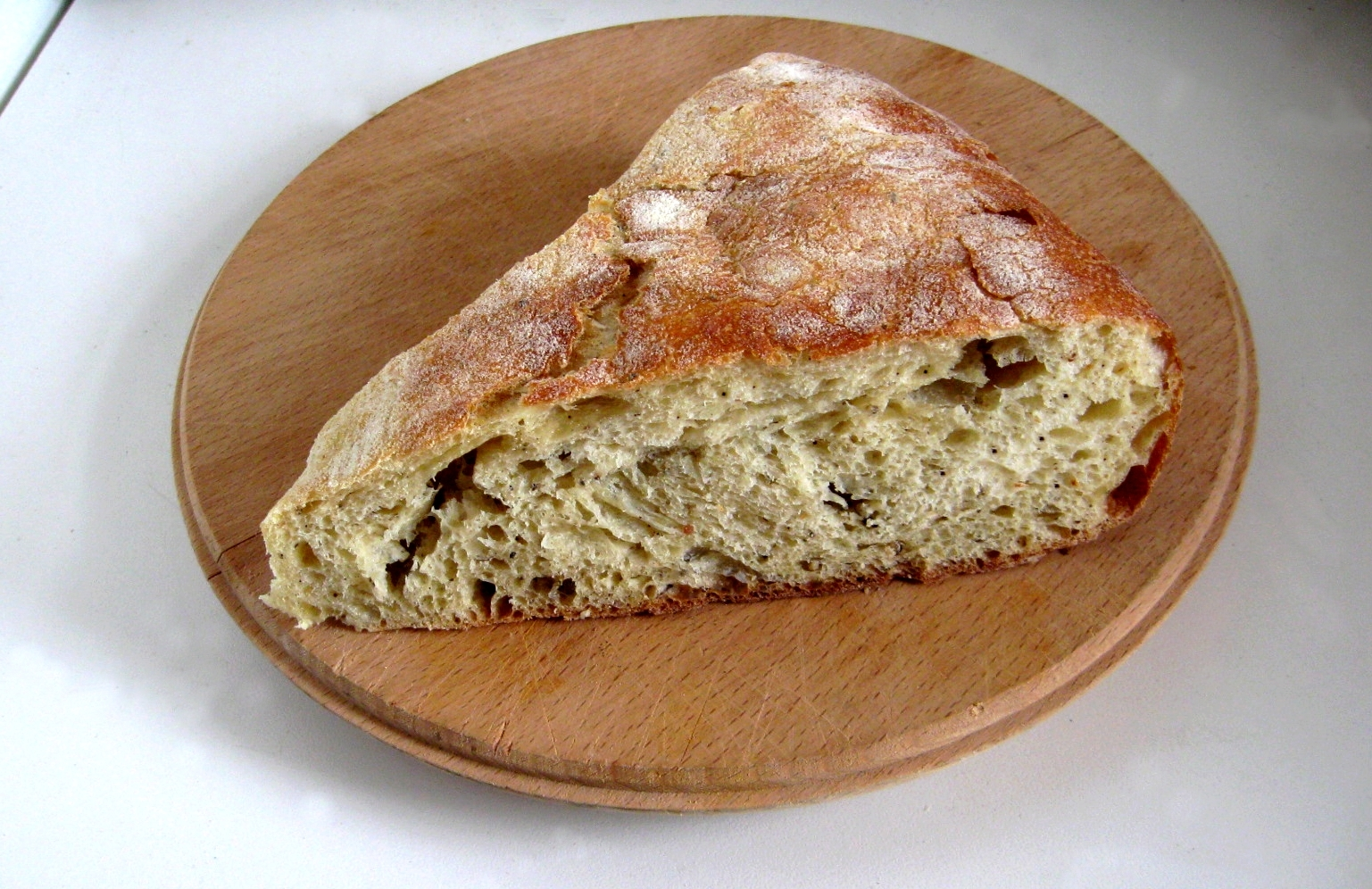
Strazzata lucana
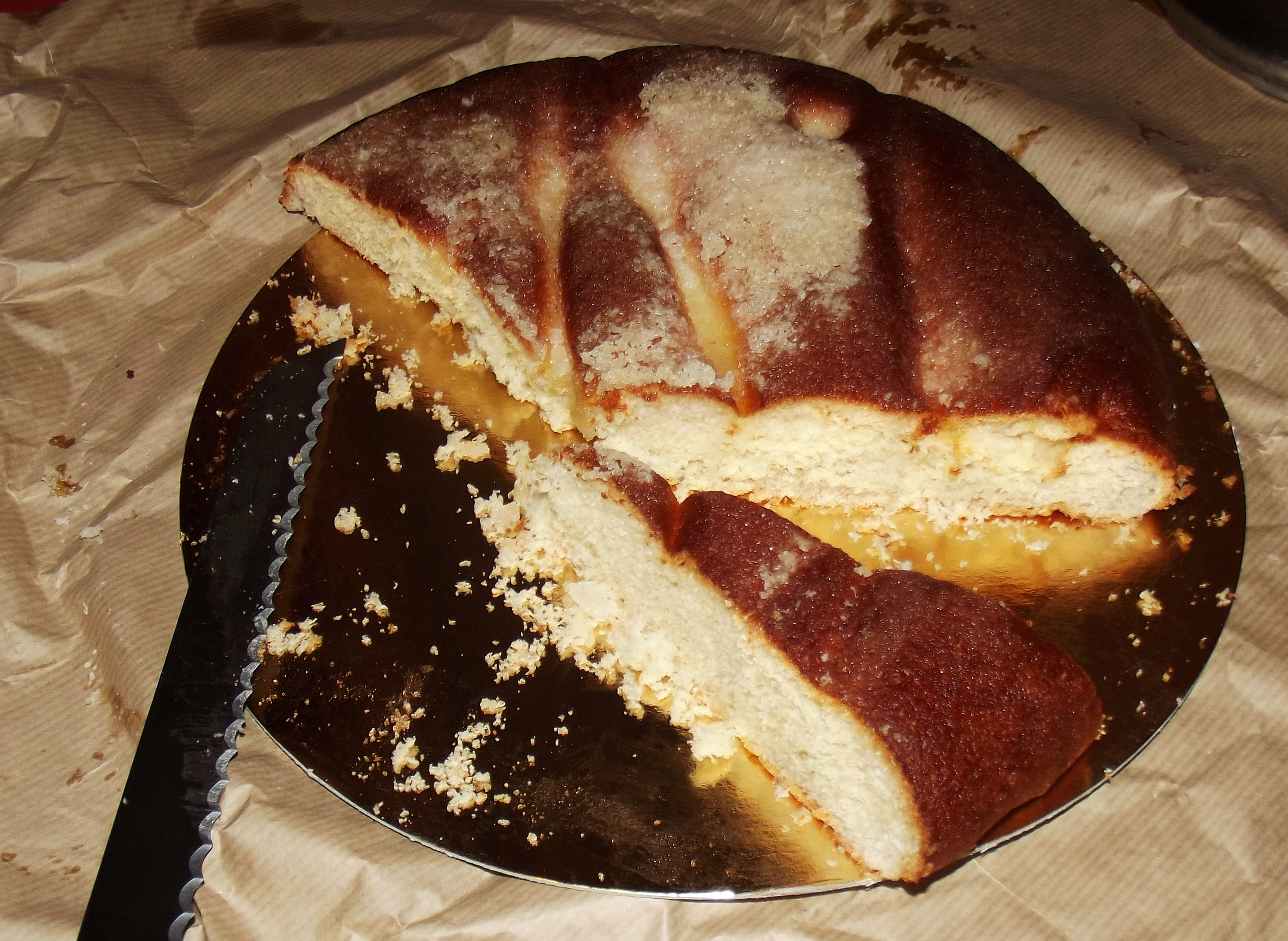
Focaccia di Susa (Val Susa)